# Crawford Douglas
Pour les articles homonymes, voir Douglas.
Crawford Douglas (10 février 1931-15 décembre 1995) est un homme politique canadien de l'Ontario. Il est député fédéral libéral de la circonscription ontarienne de Bruce de 1974 à 1979.

## Biographie
Né à Guelph en Ontario, Douglas exerce le métier de radiodiffuseur pour la chaîne CKNX-TV (en) basée à Wingham.
Élu en 1974, il sert comme whip adjoint du gouvernement et siège au Comité permanent de la radiodiffusion, des films et de l'assistance aux arts. Il est défait dans Bruce—Grey en 1979.
Il meurt à Nepean près d'Ottawa le 15 décembre 1995 à l'âge de 64 ans.